# 佐沼警察署
佐沼警察署（さぬまけいさつしょ）は、宮城県警察が管轄する警察署のひとつである。

## 管轄区域
登米市迫町、中田町、米山町、石越町、南方町

## 所在地
- 宮城県登米市迫町佐沼字中江五丁目11番地の5

## 沿革
- 1876年 - 登米郡巡ら出張所、佐沼巡ら分屯所として発足。
- 1877年 - 佐沼警察分署と改称。
- 1879年 - 佐沼警察署となる。
- 1880年 - 石巻警察署佐沼分署となる。
- 1886年 - 佐沼警察署となる。
- 1887年 - 佐沼分署と改称。
- 1926年 - 佐沼警察署として発足。
- 1947年 - 警察機構の改革により国家地方警察署として発足。
- 1951年 - 警察法の一部改正により自治体警察が廃止され、登米郡は佐沼、登米の2警察署となる。
- 1954年 - 警察法改正により佐沼地区警察署を宮城県佐沼警察署と改称。

## 組織
- 会計課 - 会計係
- 警務課 - 警務係、相談係、被害者支援係
- 留置管理課 - 留置管理係
- 生活安全課 - 生活安全係、少年・生活安全捜査係
- 地域課 - 地域係
- 刑事課 - 捜査第一係、捜査第二係、鑑識係
- 交通課 - 交通指導係、交通事故捜査係
- 警備課 - 警備係

## 交番
- 署所在地交番 - 登米市迫町佐沼字中江5丁目11番地5（佐沼警察署内）
- 中田交番 - 登米市中田町宝江黒沼字下道72番地12

## 駐在所
- 北方駐在所 - 登米市迫町北方字富永109番地10
- 新田駐在所 - 登米市迫町新田字狼ノ欠31番地14
- 米山駐在所 - 登米市米山町西野字西裏10番地
- 吉田駐在所 - 登米市米山町字桜岡上待井259番地10
- 中津山駐在所 - 登米市米山町中津山字明神前13番地2
- 高石駐在所 - 登米市南方町西山成前71番地2
- 東郷駐在所 - 登米市南方町瀬ノ淵58番地5
- 長根駐在所 - 登米市石越町北郷字長根131番地16
- 石越駅前駐在所 - 登米市石越町南郷字西門沖48番地2